# 대한자동차경주협회
대한자동차경주협회(KARA, Korea Automobile Racing Association)는 대한민국 문화관광부 산하의 사단법인 공익단체로 1996년에 설립되었으며, 국제 자동차 연맹(FIA, Federation International Automobile)에 의해 한 나라마다 한 단체에만 공인되는 대한민국 ASN(Authority Sporting National)의 권한을 가지고 대한민국 모터스포츠를 관장하는 기구이다. 출범 당시 한국자동차경주협회로 시작해 2014년 대한체육회 가입을 계기로 대한자동차경주협회로 명칭을 변경하였다.

## 공식 업무
- 대한민국 모터스포츠 발전을 위한 제반 활동
- 자동차 경주 관련 규정 제정 및 제반 업무
- 대한민국 내/국제 드라이버, 오피셜 라이선스 발급 및 관리
- 대한민국 내/국제 자동차 경주 대회 공인
- 대한민국 내/국제 자동차 경기장 심사 및 승인
- 대한민국 경주용 자동차 인증 및 경주용 자동차 용품 인증
- 자동차 안전 및 친환경 캠페인